# Raphaële Goineau
Raphaële Goineau (née à Saint-Pierre-et-Miquelon) est une peintre française, nommée peintre officielle de la Marine en septembre 2021. Créatrice de timbres-poste à partir de 1989, elle est conseillère philatélique du conseil territorial de Saint-Pierre-et-Miquelon depuis 2015.

## Biographie
Raphaële Goineau, née sur l'archipel français de Saint-Pierre et Miquelon, suit des études artistiques à l'école Estienne à Paris, puis à Bordeaux et Toulouse, avant de s'installer dans le marais Poitevin.
En 1990 sont émis ses deux premiers timbres pour Saint-Pierre-et-Miquelon : un triptyque pour le centenaire de la naissance de Charles de Gaulle,
En 2015, le service postal des Terres australes et antarctiques françaises émet ses premiers timbres : un feuillet de quatre timbres sur le Raid Ibea en Terre-Adélie en 1980-1981.
En 2015, la collectivité de Saint-Pierre-et-Miquelon la nomme directrice artistique de la philatélie de l'archipel, chargée du conseil et du suivi de la production des timbres-poste du programme philatélique de Saint-Pierre-et-Miquelon auprès de la collectivité, du directeur local de La Poste, des artistes et du service philatélique français chargé de l'impression.
À sa troisième participation au Salon de la Marine, elle est nommée peintre officielle de la Marine en 2021. Une séquence d'un reportage sur Saint-Pierre et Miquelon lui est consacrée et est diffusée sur France 2 en 2024

## Œuvres

### Timbres-poste de Saint-Pierre-et-Miquelon
- Centenaire de la naissance de Charles de Gaulle, triptyque, 26 novembre 1990, gravure de Jacky Larrivière.